# Amoniotinsleyita
L'amoniotinsleyita és un mineral de la classe dels fosfats que pertany al grup de la leucofosfita. Rep el nom per tractar-se de l'anàleg amb amoni de la tinsleyita.

## Característiques
L'amoniotinsleyita és un fosfat de fórmula química (NH₄)Al₂(PO₄)₂(OH)·2H₂O. Va ser aprovada com a espècie vàlida per l'Associació Mineralògica Internacional l'any 2020. Cristal·litza en el sistema monoclínic. La seva duresa a l'escala de Mohs és 4.
L'exemplar que va servir per a determinar l'espècie, el que es coneix com a material tipus, es troba conservat a les col·leccions del Museu Mineralògic Fersmann, de l'Acadèmia de Ciències de Rússia, a Moscou (Rússia), amb el número de registre: 5510/1.

## Formació i jaciments
Va ser descoberta a Pabellón de Pica, a la loclaitat xilena de Chanabaya, a la província d'Iquique (Regió de Tarapacá), on es troba en forma d'agregats globulars, de fins a 3 mm de diàmetre, sent l'únic indret de tot el planeta on ha estat descrita aquesta espècie mineral.